# DJ PV
DJ PV, nombre artístico de Pedro Victor Stecca de Sousa Ferreira (Goiânia, 20 de abril de 1990) es un DJ, productor musical y compositor brasileño, notable por su trabajo en el campo de la música cristiana contemporánea. Luego del lanzamiento de su tercer álbum, primero en el idioma español, se dio a conocer en Latinoamérica, participando en diversos eventos importantes como Lumination 2017, RadicalFest, y siendo nominado en los Premios AMCL en seis categorías.

## Carrera musical
Nacido en la capital de Goiás, PV se dio a conocer con la canción "Som da Liberdade", parte del álbum homónimo, lanzado en 2012. La canción, en menos de un año, ha alcanzado más de 1 millón de visitas. Con esto, el DJ llamó la atención del sello Sony Music Brasil, con el que firmó un contrato en 2013. En 2015, lanza el disco Som da Liberdade 2.0, grabado en directo en Goiânia, con la participación de artistas como Leonardo Gonçalves, Nívea Soares, Fernandinho, Gabriela Rocha, Paulo César Baruk, Priscilla Alcantara y el dúo André y Felipe.
Durante sus presentaciones, PV utiliza dispositivos tecnológicos para atraer a la audiencia y dinamizar su presentación, como Robot Led, que tiene éxito en eventos de música electrónica, así como iPad, Nintendo Wii Guitar y videos 3D.
DJ PV también realizó varias colaboraciones con artistas cristianos. Con Daniela Araújo lanzó el sencillo "Outubro" (2015) y con Mauro Henrique, vocalista de la banda Oficina G3, lanzó el sencillo "Eu Sei".
En 2017, produjo su primer álbum en español. Originalmente se llamaría Sonido de Libertad, siendo una versión en español de su primer álbum debut, pero sería lanzado bajo el nombre Me llevas más alto. El proyecto cuenta con algunos de los nombres más importantes de la música latina cristiana como Álex Campos (recién contratado por Sony Music México), Ingrid Rosario, Evan Craft, Redimi2, entre otros, también contó con la participación de la cantante brasileña Daniela Araújo interpretando un tema en español. Esta producción en español fue nominada en seis categorías de los Premios AMCL 2017
En los últimos años, DJ PV ha estado trabajando a la par de ambos mercados, tanto la música en portugués como la música en español, lanzando sencillos como «Tu Amor» con Kike Pavón y Melissa Hermosillo, «Libertad» con GDS Band, las versiones multilingües de «Dios es Bueno» con Julia Vitória, entre otros, como sencillos promocionales de un nuevo álbum en español.

## Discografía
- 2012: Som da Liberdade
- 2015: Som da Liberdade 2.0
- 2017: Me llevas más alto